# Syslog
Syslog är en standard för sändning av loggmeddelanden på ett IP-nätverk. Termen "syslog" används ofta för både protokollet i sig och applikationen som skickar syslog-meddelandet.
Syslog-protokollet är enkelt; syslog-sändaren skickar ett litet textmeddelande (mindre än 1024 bytes) till syslog-mottagaren. Mottagaren kallas vanligen "syslogd", "syslog-demonen" eller "syslog-servern". Syslog-meddelanden kan skickas via UDP eller TCP. Ofta skickas data i klartext, men en SSL-wrapper som exempelvis Stunnel, sslio eller sslwrap kan användas för att få kryptering genom SSL/TLS.
Syslog används normalt för övervakning av datasystem eller för revisionsloggning. Även om protokollet har många tillkortakommanden används syslog av många olika enheter och mottagare på många olika plattformar. Tack vare detta kan syslog användas för att integrera logg-data från många olika system i ett centralt lagring.
Syslog standardiseras av arbetsgruppen för Syslog i IETF.